# Jiří Kniha
Jiří Kniha (* 7. května 1981 Hradec Králové) je český divadelní, televizní a filmový herec.

## Životopis
Narodil se v Hradci Králové, kde vystudoval SOŠ Hudebních nástrojů obor truhlář. Už během studií navštěvoval dramatický kroužek a v roce 1997 si společně s kamarády založili alternativní divadlo Dno. Současně pracoval jako sanitář v dětské nemocnici a věnoval se své zálibě, a to kreslení. Roku 2004 začal hostovat v Klicperově divadle v Hradci Králové.
O rok později si ho všiml režisér Vladimír Morávek a dostal nabídku na angažmá v divadle Husa na Provázku v Brně. Zde měl i své improvizační večery, a to Jirka Kniha hledá partnera a Jirka Kniha hledá autora. Také vystupoval v Divadle Reduta. Posléze se přemístil do Prahy, kde hostuje v Divadle Na Zábradlí, Studiu Hrdinů, Divadle D'epog, Divadle Minor nebo Národním divadle. V Národním divadle hrál v inscenaci 1789 aneb Dokonalé štěstí.
Před kamerou si poprvé zahrál v roce 2005, a to menší roli ve filmu Hrubeš a Mareš jsou kamarádi do deště. Dále si také zahrál ve filmu Muži v říji nebo Ztraceni v Mnichově. Nejvíce se proslavil díky roli Mária Doubka v seriálu Ulice.
Za ztvárnění několik rolí v inscenaci Jenom matky vědí, o čem ten život je v A studiu Rubín byl nominován na Cenu Thálie za rok 2020 v oboru alternativní divadlo. Cenu Thálie obdržel za rok 2023 ale v oboru loutkové divadlo za ztvárnění několik rolí v inscenaci Pětkrát kolem světa v pražském divadelním souboru Tygr v tísni.

## Filmografie
| Rok  | Název                                         | Role           | Poznámky                                                                        |
| ---- | --------------------------------------------- | -------------- | ------------------------------------------------------------------------------- |
| 2005 | Hrubeš a Mareš jsou kamarádi do deště         |                | film                                                                            |
| 2008 | Černá sanitka                                 |                | televizní seriál, epizoda: „Rovnátka“                                           |
| 2009 | Muži v říji                                   |                | film                                                                            |
| 2010 | Alma                                          | policista      | televizní film                                                                  |
| 2011 | Okno do hřbitova                              |                | televizní seriál, epizoda: „Pavouček“                                           |
| 2011 | Soukromé pasti                                |                | televizní seriál, epizoda: „V síti“                                             |
| 2012 | Okresní přebor - Poslední zápas Pepika Hnátka |                | film                                                                            |
| 2014 | Neviditelní                                   |                | televizní seriál                                                                |
| 2014 | Kriminálka Anděl                              | pan Hřebík     | televizní seriál, epizoda: „Zátiší s vraždou“                                   |
| 2015 | Ztraceni v Mnichově                           | Pavlův kolega  |                                                                                 |
| 2016 | Já, Mattoni                                   | Jakub          | televizní seriál, díl: „Cesta do Londýna“                                       |
| 2016 | Doktor Martin                                 |                | televizní seriál, díl: „Zešílíme spolu!“                                        |
| 2017 | Ulice                                         | Mário Doubek   | televizní seriál                                                                |
| 2017 | Modrý kód                                     |                | televizní seriál, díl: „Cenné věci“                                             |
| 2017 | Nejlepší přítel                               | lokaj          | televizní film                                                                  |
| 2018 | Pouť                                          | metalák        | televizní seriál, díl: „Pavlínka “                                              |
| 2019 | Jak si nepodělat život                        |                | televizní seriál                                                                |
| 2019 | Sever                                         | Jiří Skřivánek | televizní seriál, díl: „Střet zájmů“                                            |
| 2020 | Dáma a Král                                   |                | televizní seriál, díl: „Jak je důležité zabít Filipa “ a „Obraz Filipa Kaisera“ |